# Dominique Colonna
Dominique Colonna (* 4. September 1928 in Corte auf Korsika; † 12. September 2023 ebendort) war ein französischer Fußballspieler und -trainer.

## Die Vereinskarriere
Der nur 1,72 Meter große Torwart verließ Korsika, um auf dem Festland seine berufliche Ausbildung abzuschließen, und wurde prompt vom Erstligaklub Stade Olympique Montpelliérain verpflichtet. Bereits dort erwarb er sich aufgrund seiner Spielweise den Beinamen „Der fliegende Torwächter“, sodass ihn der ambitionierte Großstadtverein Stade Français Paris in die Hauptstadt lockte, wo er die nächsten sechs Jahre das Tor hütete, auch wenn der Verein zwei Jahre davon in der zweiten Liga spielen musste.
Dominique Colonnas Aufstieg zur Nr. 1 in Frankreich begann mit seinem Wechsel zu OGC Nizza (1955): Er trug gleich in seinem ersten Jahr entscheidend dazu bei, dass der Verein 1956 den dritten Meistertitel (nach 1951 und 1952) an die Côte d’Azur holte. Und als Stade de Reims einen Nachfolger für seinen langjährigen Keeper Paul Sinibaldi (ebenfalls aus Zentralkorsika stammend) suchte, wechselte er 1957 zu den Rémois und löste die Interims-Nr. 1, René-Jean Jacquet, ab. In der Champagne wurde der „kleine Korse“ noch im selben Jahr zum Nationalspieler, gewann in sechs Jahren drei weitere Meistertitel, je einmal den Landespokal und den Supercup, stand 1959 im Endspiel des Europapokals der Landesmeister und beendete 1963 mit einer Vizemeisterschaft seine Laufbahn.

### Stationen
- US Corte
- Stade Olympique Montpelliérain (1948/49)
- Stade Français Paris (1949–1955)
- OGC Nizza (1955–1957)
- Stade de Reims (1957–1963)

## Der Nationalspieler
Zwischen September 1957 und April 1961 spielte Dominique Colonna 13-mal in der Équipe Tricolore, war auch WM-Teilnehmer in Schweden und wurde dort Dritter – allerdings ohne einen einzigen Einsatz: der Nationalcoach Albert Batteux, zugleich Colonnas Trainer in Reims, stellte in den ersten beiden Endrundenbegegnungen François Remetter auf; als es um die Frage ging, wer ihn ersetzen sollte, weigerte sich der Korse, an einem vom Verbandsfunktionär Alex Thépot (selbst Ex-Nationalkeeper) vorgeschlagenen „Entscheidungstraining“ gegen Claude Abbes teilzunehmen, so dass Letzterer in allen folgenden Partien aufgeboten wurde. Erst anschließend wurde Colonna auch hier zum Stammtorhüter, trug noch neunmal den Gallischen Hahn auf der Brust, verpasste allerdings die Fußball-Europameisterschaft 1960. Nach einer herben Niederlage in der Schweiz (2:6 im April 1961) endete seine Zeit für Les Bleus.

## Leben nach der Spielerkarriere
In den 60 Jahren nach seinem Karriereende blieb Dominique Colonna dem Fußball verbunden. Ab 1964/65 trainierte er die Unzähmbaren Löwen (Kameruns Nationalelf) und beriet bis Mitte der 1970er Jahre mehrere Verbände in Zentralafrika. Er war ein bei Fußballern, Verbänden und Medien in ganz Afrika gefragter und wohlgelittener Experte, der auch mit 75 noch sehr klare Positionen vertrat: So kritisiert er jahrelang Jahren die „Europäisierung“ des afrikanischen Fußballs, den er dadurch seiner eigenständigen Stärken beraubt sah (siehe z. B. den Weblink unten).
Nach dem Ende der Ära Bernard Tapie wurde er 1993 Vizepräsident bei Olympique Marseille, arbeitete in einer wichtigen Funktion für Horst Dassler (Adidas) und betätigte sich auch als Vorsitzender seines Heimatvereins US Corte. Im Jahr 2000 kam er für die Nachfolge von Claude Simonet als Vorsitzender des französischen Fußballverbandes FFF ins Gespräch; aber für eine solche Position war Colonna wohl zu meinungsfreudig und zu unbequem – hatte der Korse doch in den Jahren zuvor die FFF wiederholt wegen ihrer (wie er es sah) einseitigen Bevorzugung der Profis zu Lasten des breiten Amateur-Unterbaues angegriffen.
Nebenher führte er das Hotel „Dominique Colonna“ im Restonica-Tal nahe seiner innerkorsischen Geburtsstadt, in dem jedes Zimmer den Namen eines aus seiner Sicht wichtigen französischen Fußballers der 1950er Jahre trägt.
Er verstarb am 12. September 2023 in Corte im Alter von 95 Jahren.

## Palmarès
- Französischer Meister: 1956 (mit Nizza), 1958, 1960, 1962 (mit Reims)
- Französischer Pokalsieger: 1958 (mit Reims)
- Französischer Supercup-Sieger: 1958 (mit Reims)
- Europapokal der Landesmeister: Finalist 1959 (mit Reims)
- 13 Länderspiele für Frankreich, (nominell) Dritter bei der Fußball-Weltmeisterschaft 1958
- Insgesamt 340 D1-Einsätze (12 für Montpellier, 101 für Stade Français, 55 für Nizza, 172 für Reims)